# Kolo (Tomislavgrad)
Pour les articles homonymes, voir Kolo.
Kolo (en cyrillique : Коло) est un village de Bosnie-Herzégovine. Il est situé dans la municipalité de Tomislavgrad, dans le canton 10 et dans la fédération de Bosnie-et-Herzégovine. Selon les premiers résultats du recensement bosnien de 2013, il compte 1 008 habitants.

## Géographie
Le village est situé dans les faubourgs sud-ouest de Tomislavgrad.

## Démographie

### Évolution historique de la population dans la localité
| 1948 | 1953 | 1961 | 1971 | 1981 | 1991 | 2013  |
| ---- | ---- | ---- | ---- | ---- | ---- | ----- |
| -    | -    | 585  | 635  | 630  | 636  | 1 008 |

|  |